# Guihaia
Guihaia ist eine Pflanzengattung innerhalb der Familie der Palmengewächse (Arecaceae). Diese in China und Vietnam heimischen Arten werden selten als Zierpflanzen kultiviert, ansonsten aber nicht genutzt.

## Beschreibung

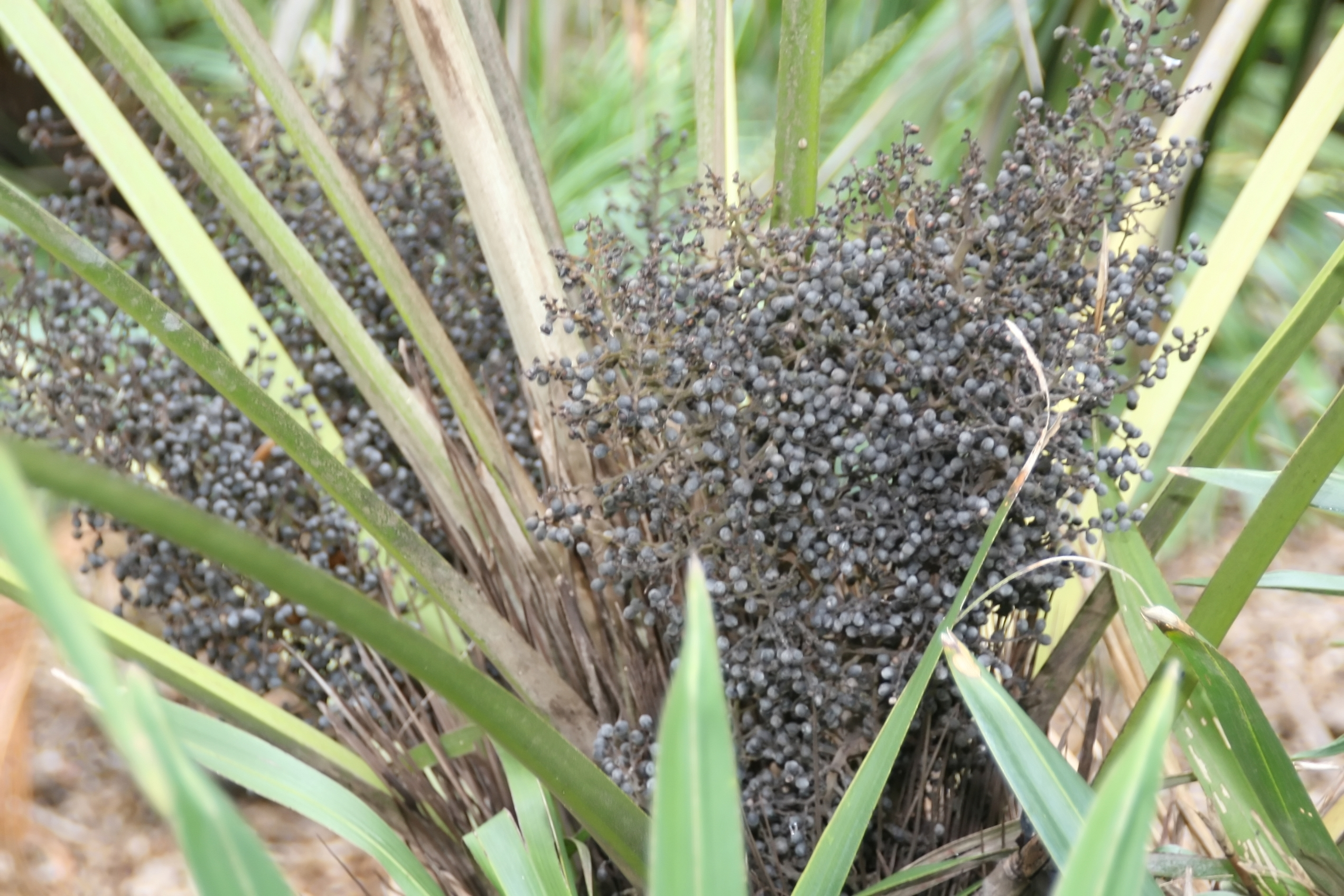
Guihaia argyrata fruchtend

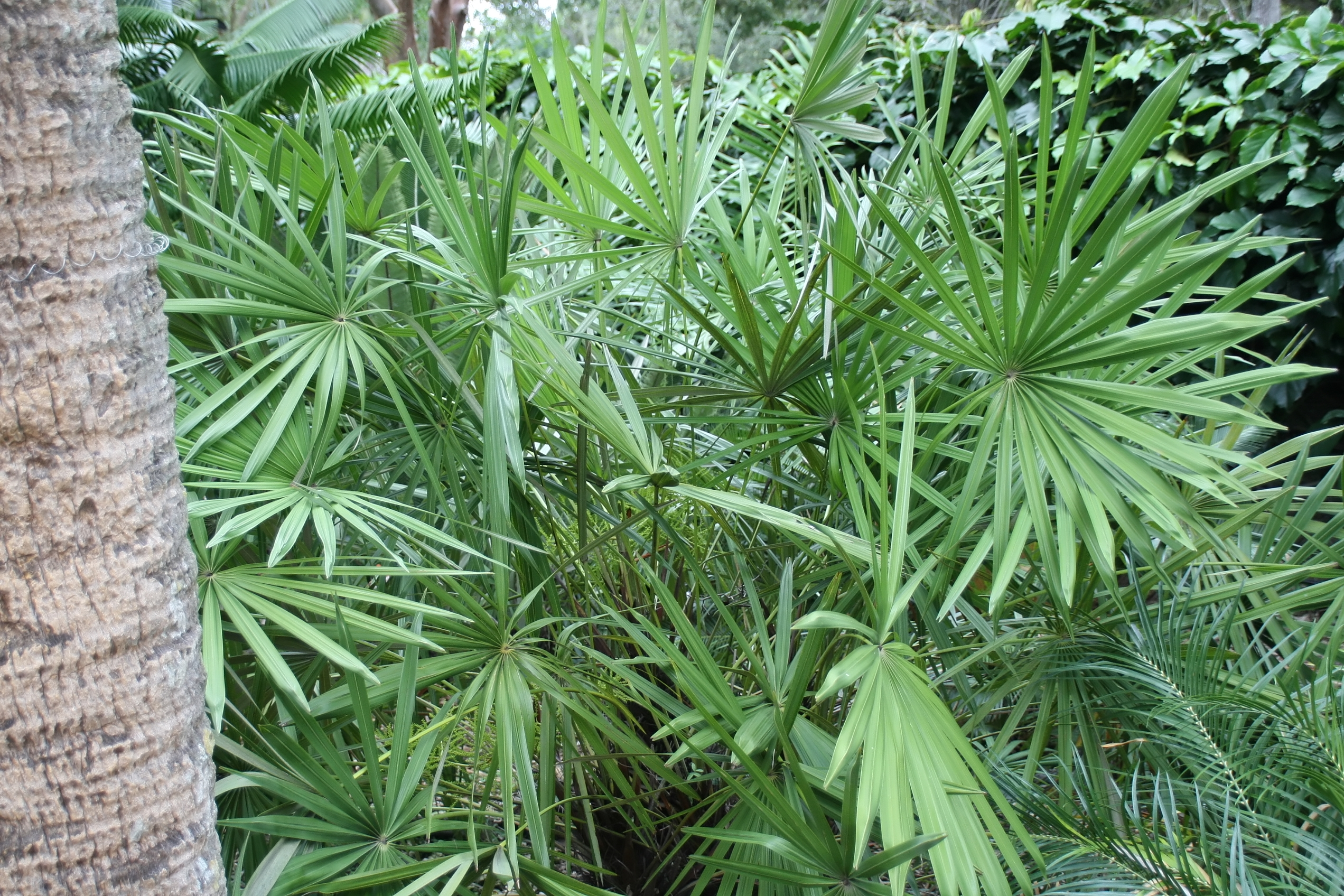
Guihaia grossefibrosa

### Habitus
Guihaia-Arten sind zwergwüchsige, mehr oder weniger stammlose Fächerpalmen. Sie sind mehrstämmig, unbewehrt oder bewehrt. Der Stamm ist niederliegend oder aufrecht, sehr kurz und mit den ausdauernden Blattstielbasen und Blattscheiden bedeckt.

### Blätter
Die Blätter sind reduplicat, fächerförmig und vertrocknen an der Pflanze (Marzeszenz). Die Blattscheiden zerfallen in eine Masse von verwobenen, groben, schwarzen, stachelartigen Fasern oder in ein zungenförmiges Netz von groben, flachen Fasern. Der Blattstiel ist mäßig lang, unbewehrt, mit scharfen Rändern und wollig behaart. Die Hastula auf der Oberseite ist rundlich, kahl oder mit wolligem Haar besetzt. Die Blattspreite ist kreisrund oder keilförmig. Sie ist auf 3/4 bis 4/5 des Radius geteilt in rund 20 linealische, einfach oder selten doppelt reduplicat gefaltete Segmente. Die Ränder der Segmente sind gezähnt oder glatt. Die Oberseite der Spreite ist dunkelgrün und kahl mit Ausnahme von Schuppen entlang der Blattrippen. Die Unterseite ist dicht mit silbernen wolligen Haaren besetzt oder auch kahl.

### Blütenstände
Guihaia-Arten sind mehrmals blühend und zweihäusig getrenntgeschlechtig (diözisch). Die Blütenstände stehen einzeln in den Blattachseln und zwischen den Blättern. Sie sind bis vierfach verzweigt. Männliche und weibliche Blütenstände sind ähnlich. Das Vorblatt ist lang, röhrig, zweikielig, dünn und etwas ledrig. An der Spitze reißt es an zwei Seiten ein. Der Blütenstandsstiel ist lang, etwas abgeflacht und trägt keine Hochblätter. Die Blütenstandsachse trägt zwei bis fünf Hochblätter, die dem Vorblatt ähneln, aber nicht zweikielig sind. Es gibt vier bis fünf Seitenzweige erster Ordnung. Die blütentragenden Seitenachsen (Rachillae) sind abstehend, wenige bis zahlreich, sehr schlank und gerade. Sie tragen einzeln stehende Blüten an kleinen Schwellungen in spiraliger Anordnung.

### Blüten
Die männlichen Blüten sind sehr klein und symmetrisch. Die drei Kelchblätter sind nur an der Basis kurz verwachsen, ansonsten frei. Sie sind rundlich bis oval, die Außenseite ist behaart und durch Wollhaare fransig besetzt. Die Kronblätter sind länger als die Kelchblätter und zu einem Drittel bis zur Hälfte verwachsen. Die Kronzipfel sind rundlich und kahl. Es gibt sechs Staubblätter, deren Staubfäden keine Röhre bilden, aber vollständig mit der Krone verwachsen sind. Die Antheren sind rundlich und entspringen scheinbar direkt der Krone. Ein Stempelrudiment fehlt. Der Pollen ist ellipsoidisch, bisymmetrisch bis leicht asymmetrisch und misst an der längsten Achse 17 bis 24 µm.
Die weiblichen ähneln den männlichen Blüten, sind aber etwas rundlicher. Die Kelchblätter gleichen denen der männlichen Blüten. Die Länge der Kronblätter reicht von wenig länger als bis doppelt so lang wie die Kelchblätter. Sie sind im unteren Drittel miteinander verbunden. Es gibt sechs Staminodien, die direkt an den Kronblättern sitzen. Die drei Fruchtblätter sind frei, kahl und am oberen Ende abrupt in einen kurzen Griffel verschmälert. Die Samenanlage sitzt basal.

### Früchte und Samen
Die Frucht entwickelt sich nur aus einem Fruchtblatt. Sie ist rund bis ellipsoidisch, von blau-schwarzer Farbe und hat eine dünne, weiße Wachsschicht. Der Narbenrest steht apikal, die nicht entwickelten Fruchtblattreste basal. Das Exokarp ist kahl, das Mesokarp sehr dünn und fleischig, das Endokarp papieren. Der Samen ist an einer Seite abgeflacht, hat einen seitlichen Nabel (Hilum) und einen deutlich ausgeprägten Einwuchs des Integuments. Das Endosperm ist homogen. Der Embryo sitzt lateral.

### Chromosomensätze
Die Chromosomenzahl beträgt 2n = 36.

## Vorkommen
Guihaia argyrata ist endemisch in Südchina (Guangxi und Guangdong), Guihaia grossifibrosa im Norden von Vietnam und Südwest-Guangxi. Beide Arten kommen nur auf den steilen Hängen und in den Felsspalten des Karst-Hügellandes vor, wo sie nur bis etwa 200 m Seehöhe steigen. Sie wachsen in warm-temperiertem bis subtropischem Klima bis etwa 26° nördlicher Breite.

## Systematik
Die Gattung Guihaia wurde 1985 durch John Dransfield, Shu Kang Lee und Fa Nan Wei in Principes, Band 29 Teil 1, Seite 7 aufgestellt.
Die Gattung Guihaia J.Dransf., S.K.Lee & F.N.Wei gehört zur Subtribus Rhapidinae der Tribus Trachycarpeae in der Unterfamilie Coryphoideae innerhalb der Familie Arecaceae. Die Monophylie der Gattung wurde noch nicht untersucht. Ihre Schwestergruppe ist je nach Untersuchung Rhapis oder Trachycarpus.
Es gibt seit 2019 etwa vier Arten:
- Guihaia argyrata (S.K.Lee & F.N.Wei) S.K.Lee, F.N.Wei & J.Dransf. (Syn.: Trachycarpus argyratus S.K.Lee & F.N.Wei) ist Typusart der Gattung: Sie kommt von China bis ins nordöstliche Vietnam vor.
- Guihaia grossifibrosa (Gagnep.) J.Dransf., S.K.Lee & F.N.Wei: China bis nördliches Vietnam
- Guihaia heterosquama Xian Y.Li: Sie wurde 2019 aus Chongqing erstbeschrieben.[1]
- Guihaia lancifolia K.W.Luo & F.W.Xing: Sie wurde 2017 aus Guangxi erstbeschrieben.[1]

## Belege
- John Dransfield, Natalie W. Uhl, Conny B. Asmussen, William J. Baker, Madeline M. Harley, Carl E. Lewis: Genera Palmarum. The Evolution and Classification of Palms. Zweite Auflage, Royal Botanic Gardens, Kew 2008, ISBN 978-1-84246-182-2, S. 249–251.